# Mika Degaita
Mika Degaita (* in Athen, Griechenland) ist eine deutsche Pianistin griechischer Herkunft.

## Leben
Degaita legte in Athen das Examen als Konzertpianistin und Kammermusikerin mit Auszeichnung ab. Sie setzte ihre Ausbildung ab 1960 als Stipendiatin an der Musikakademie Detmold fort. Dort lernte sie den Klarinettisten Heinz Hepp (1938–2018) kennen, den sie 1966 heiratete. Das Paar lebte in Götzenhain und arbeitete bis zu Hepps Tod als Duo zusammen. Beide traten in vielen Ländern als Gäste des Goethe-Instituts auf, präsentierten Programme wie Berlin nostalgisch – Parodien auf bekannte Filmschlager der 1930er und 1940er Jahre und Wien sarkastisch – die alten bösen Lieder von Georg Kreisler und gaben Benefizkonzerte. Bekannt wurden auch ihre NeujahrsKonzerte mit ihren Kindern und Enkeln unter dem Titel Drei Generationen machen Musik.
Insgesamt spielte Degaita mit ihrem Mann und anderen Musikern mehr als 100 kammermusikalische Werke beim Rundfunk, auf Schallplatte und CD ein (u. a. die Klarinettensonaten von Johannes Brahms). Mit Heinz Hepp, dem Cellisten Arnold Ilg und dem Schlagzeuger Andreas Hepp bildete sie das Amphion-Ensemble, das Stummfilmvorführungen musikalisch begleitete.